# Karl C. Schuyler
Karl C. Schuyler (Colorado Springs, 1877. április 3. – New York, 1933. július 31.) az Amerikai Egyesült Államok szenátora (Colorado, 1932–1933).